# 全国高等学校演劇大会
全国高等学校演劇大会（ぜんこくこうとうがっこうえんげきたいかい）は、高等学校の演劇の全国大会。全国高等学校総合文化祭の演劇部門である。
毎年7月下旬から8月上旬に開催される。文化庁および全国高等学校演劇協議会が主催。

## 歴史
終戦直後の1945年から新制高校での演劇活動が再開された。東京、愛知、北海道で都道県組織が立ち上がった。1949年、東京で東京都高等学校演劇コンクールが行われた。地区大会と中央発表大会のコンクール形式であった。1955年には演劇創造活動についてプロから学ぼうという趣旨の元で全国の高校演劇指導者が集まることを目的に、全国高等学校演劇指導者講習会が発足、その後1963年頃からコンクール制に移行し、毎年全国大会が開催されている。
講習会の中で素材上演として第1回は、1955年に東京の一橋講堂で行われ、参加校は芝商業高等学校と忍岡高等学校のわずか2校であった。
その後1965年第11回大会から審査方式による大会に変更され、杉並高等学校が最優秀賞を、嘉穂東高等学校が優秀賞を受賞。1977年以降からは全国高等学校総合文化祭の一部門となり、現在に至っている。

## 大会の方式
全国高等学校演劇大会（以下、全国大会）を目指す高校は、まず、都道府県を数地区に分割して行われる地区大会（おおむね7月から10月に開催）に参加することになる。ここで優秀な上演をおさめ、上位大会推薦校となると、都道府県大会（おおむね8月から11月に開催）に駒を進められる。
都道府県大会においても、同様に推薦校が選出され、全国を9つに分けたブロック大会（11月から1月に開催）への出場権が得られる。
なお、都道府県によっては参加校数が少ないため、地区大会がなくそのまま県大会出場となる県がある（滋賀県や徳島県など）。また、北海道は地域が広大なため、10の支部に分けられており道大会がブロック大会と同一となっている。。
| ブロック | ブロック | 都道府県（支部）                                                             | 上演校数 | 上演校数 | 全国大会推薦枠 | 備考     |
| ブロック | ブロック | 都道府県（支部）                                                             | 2024年度 | 2016年度 | 全国大会推薦枠 | 備考     |
| -------- | -------- | ---------------------------------------------------------------------------- | -------- | -------- | -------------- | -------- |
| 北海道   | 北海道   | 北海道（石狩、道南、後志、空知、上川、オホーツク、釧根、十勝、苫小牧、室蘭） | 88       | 97       | 1              | [ 注 2 ] |
| 東北     | 東北     | 青森、岩手、宮城、秋田、山形、福島                                           | 170      | 190      | 1              |          |
| 関東     | 北       | 栃木、群馬、埼玉、新潟、長野                                                 | 826      | 261      | 3              | [ 注 3 ] |
| 関東     | 南       | 茨城、千葉、東京、神奈川、山梨、静岡                                         | 826      | 512      | 3              | [ 注 3 ] |
| 中部日本 | 中部日本 | 富山、石川、福井、岐阜、愛知、三重                                           | 220      | 251      | 1              |          |
| 近畿     | 近畿     | 滋賀、京都、大阪、兵庫、奈良、和歌山                                         | 228      | 240      | 1              |          |
| 中国     | 中国     | 鳥取、島根、岡山、広島、山口                                                 | 141      | 139      | 1              |          |
| 四国     | 四国     | 徳島、香川、愛媛、高知                                                       | 39       | 56       | 1              |          |
| 九州     | 九州     | 福岡、佐賀、長崎、熊本、大分、宮崎、鹿児島、沖縄                             | 183      | 172      | 1              |          |
| 計       | 計       | 計                                                                           | 1895     | 1918     | 10             |          |

上記各ブロック大会における全国大会推薦校計10校に加え、全国大会開催県から1校、持ち回り枠1校を合わせた計12校が全国大会へ出場する。
なお、全国大会は上述のように、次年度の7月下旬から8月上旬にかけて開催される。そのため、ブロック大会に出場した3年生は、必然的に全国大会には出場できないことになる。
全国大会ではプロの演劇人や高校演劇関係者を含む7人の審査員による審査が行われ、最優秀賞1校・優秀賞3校・内木文英賞1校・創作脚本賞1本・舞台美術賞1作品がそれぞれ与えられる。審査員特別賞が設けられることもある(2025年度大会はなし)。なお、最優秀校・優秀校の4校は新国立劇場で行われる優秀校公演に出演することになり、最優秀校の作品は毎年9〜10月にNHK『青春舞台』においてテレビ放送される。

## 上演規則

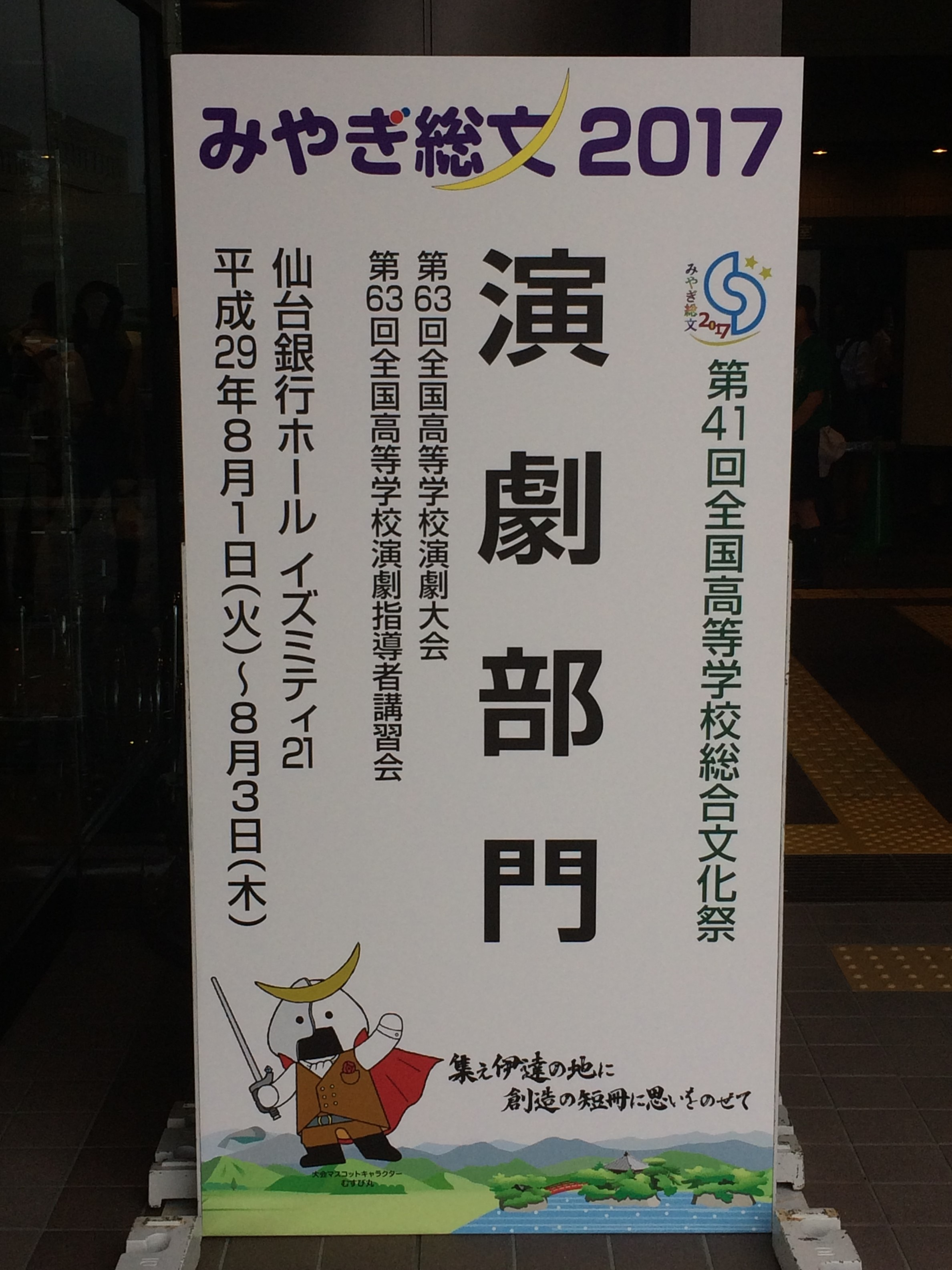
2017年度・第63回大会開催会場の仙台銀行ホール イズミティ21のエントランス

全国大会における上演規則は以下の通りである。なお、ブロック・都道府県・地区大会など、全国大会の下部大会においても若干の差異はあるが、すべて同じ規則が適用される。
- 全国大会には、全国大会に推薦された上演時と同じ脚本で臨まなくてはならない。

- 上演時間は60分以内、装置の設置・撤去時間は30分以内としなくてはならない。上演時間が規定を超えた場合、失格とはならないが、評価を一つ下げる。（ブロックや府県大会において失格の大会もある）
- キャスト（出演者）およびスタッフ（脚本を除く。演出を含む「裏方」全般）は在校生のみで構成されなくてはならない。[注 7]

なお、脚本については既成脚本（プロによる脚本、古典作品など）、創作脚本いずれともの使用が認められている。創作脚本は1人の生徒が書いたもの、演劇部員がアイディアを出し合ったもの、顧問の教員や外部コーチが書いたものなどすべてが認められている。

## 開催地・結果一覧
| 年度 | 回 | 開催地           | 会場                                      | 参加 校数 | 最優秀校                                      | 備考 |
| ---- | -- | ---------------- | ----------------------------------------- | --------- | --------------------------------------------- | --- |
| 1955 | 1  | 東京都           | 一橋講堂                                  | 2         |                                               | |
| 1956 | 2  | 東京都           | 一橋講堂                                  | 2         |                                               | |
| 1957 | 3  | 東京都           | 一橋講堂                                  | 1         |                                               | |
| 1958 | 4  | 東京都           | 一橋講堂                                  | 5         |                                               | |
| 1959 | 5  | 東京都           | 一橋講堂                                  | 7         |                                               | |
| 1960 | 6  | 愛知県           | 愛知文化講堂                              | 5         |                                               | |
| 1961 | 7  | 東京都           | イイノホール                              | 6         |                                               | |
| 1962 | 8  | 東京都           | 一橋講堂                                  | 5         |                                               | |
| 1963 | 9  | 神奈川県         | 神奈川県立青少年センター                  | 9         |                                               | |
| 1964 | 10 | 福岡県           | 八幡市民会館                              | 9         |                                               | |
| 1965 | 11 | 岡山県           | 天満屋葦川会館                            | 9         | 東京都立杉並                                  | この年より最優秀・優秀を決定するようになる |
| 1966 | 12 | 東京都           | 日本青年館                                | 11        | 北海道札幌啓北商業(定時制)                    | |
| 1967 | 13 | 福島県           | いわき市常磐文化センター                  | 11        | 神奈川県/成美学園女子                         | この年より最優秀1校・優秀3校と現行通りとなる |
| 1968 | 14 | 東京都           | 朝日生命ホール                            | 11        | 福島県立原町                                  | |
| 1969 | 15 | 北海道           | 札幌市民会館                              | 11        | 岐阜県立岐阜北                                | |
| 1970 | 16 | 岐阜県           | 岐阜市民会館                              | 12        | 東京都立忍岡                                  | |
| 1971 | 17 | 埼玉県           | 浦和市埼玉会館                            | 11        | 埼玉県/川口市立川口女子                       | |
| 1972 | 18 | 東京都           | 国立劇場                                  | 11        | 青森県立八戸北                                | |
| 1973 | 19 | 大阪府           | 豊中市民会館                              | 11        | 青森県立弘前                                  | |
| 1974 | 20 | 福岡県           | 福岡市民会館                              | 12        | 青森県立八戸北                                | |
| 1975 | 21 | 広島県           | 広島市公会堂                              | 11        | 鹿児島県/鹿児島女子                           | 創作脚本賞創設 |
| 1976 | 22 | 青森県           | 八戸市公会堂                              | 11        | 北海道/北星学園女子                           | 舞台美術賞創設。北星学園女子は最優秀・創作脚本・舞台美術の3冠。 |
| 1977 | 23 | 千葉県           | 千葉県文化会館                            | 11        | 東京都/日本大学鶴ヶ丘                         | 全国高等学校総合文化祭の一部門となる |
| 1978 | 24 | 兵庫県           | 神戸文化ホール                            | 11        | 北海道札幌開成                                | |
| 1979 | 25 | 大分県           | 大分県立芸術会館                          | 11        | 山形県立天童                                  | |
| 1980 | 26 | 石川県           | 金沢市観光会館                            | 11        | 北海道札幌藻岩                                | |
| 1981 | 27 | 秋田県           | 秋田市文化会館                            | 11        | 大阪府/追手門学院                             | |
| 1982 | 28 | 栃木県           | 宇都宮市文化会館                          | 11        | 北海道札幌開成                                | |
| 1983 | 29 | 山口県           | 宇部市渡部翁記念会館                      | 11        | 東京都/京華女子                               | |
| 1984 | 30 | 岐阜県           | 各務原市民会館                            | 11        | 徳島県立日和佐                                | |
| 1985 | 31 | 岩手県           | 岩手県民会館                              | 11        | 北海道/札幌静修                               | |
| 1986 | 32 | 大阪府           | 吹田市文化会館                            | 11        | 千葉県立船橋二和                              | |
| 1987 | 33 | 愛知県           | 愛知県勤労会館                            | 11        | 愛知県/愛知                                   | |
| 1988 | 34 | 熊本県           | 熊本県立劇場                              | 11        | 広島市立舟入                                  | |
| 1989 | 35 | 岡山県           | 倉敷市民会館                              | 11        | 愛知県/椙山女学園                             | |
| 1990 | 36 | 山梨県           | 山梨県民文化ホール                        | 11        | 青森県立八戸北                                | |
| 1991 | 37 | 香川県           | 丸亀市民会館                              | 11        | 千葉県立船橋二和                              | |
| 1992 | 38 | 沖縄県           | 沖縄コンベンションセンター劇場            | 11        | 北海道/札幌静修                               | |
| 1993 | 39 | 埼玉県           | 浦和市文化センター                        | 11        | 千葉県立船橋二和                              | |
| 1994 | 40 | 愛媛県           | 松山市民会館                              | 10        | 福島県立湯本                                  | 上演許可が取れていない作品があったため1校が失格扱い |
| 1995 | 41 | 新潟県           | 長岡市立劇場                              | 11        | 山形県立山形南                                | |
| 1996 | 42 | 北海道           | 札幌市教育文化会館                        | 10        | 静岡県/浜松海の星                             | 上演許可が取れていない作品があったため1校が上演記録抹消 |
| 1997 | 43 | 奈良県           | 橿原文化会館                              | 10        | 愛知県立一宮                                  | 上演許可が取れていない作品があったため1校が上演記録抹消 |
| 1998 | 44 | 鳥取県           | 鳥取県立県民文化会館                      | 11        | 鹿児島県/池田                                 | |
| 1999 | 45 | 山形県           | 山形市民会館                              | 17        | 東京都立白鷗                                  | |
| 2000 | 46 | 静岡県           | 浜松市教育文化会館                        | 11        | 愛媛県立川之江                                | |
| 2001 | 47 | 福岡県           | 福岡サンパレスホール                      | 11        | 愛媛県立川之江                                | |
| 2002 | 48 | 神奈川県         | グリーンホール相模大野                    | 11        | 福島県立小名浜                                | |
| 2003 | 49 | 福井県           | 鯖江市文化センター                        | 11        | 香川県立丸亀                                  | 生徒講評委員会試行 |
| 2004 | 50 | 徳島県           | 鳴門市文化会館                            | 11        | 栃木県/作新学院                               | 台風により1日目中止。最終日に7校が上演し、コンテストとして成立した。 |
| 2005 | 51 | 青森県           | 八戸市公会堂                              | 11        | 青森県立青森中央                              | 生徒講評委員会が正式部門として発足 |
| 2006 | 52 | 京都府           | 京都府八幡市文化センター                  | 11        | 京都府/同志社                                 | |
| 2007 | 53 | 島根県           | 島根県民会館                              | 12        | 岐阜県立岐阜農林                              | 持ち回り枠開始、出場校が現行の12となる。 |
| 2008 | 54 | 群馬県           | 桐生市市民文化会館                        | 12        | 青森県立青森中央                              | |
| 2009 | 55 | 三重県           | 四日市市文化会館                          | 12        | 北海道帯広柏葉                                | |
| 2010 | 56 | 宮崎県           | メディキット県民文化センター              | 12        | 群馬県立前橋南                                | 宮崎県で発生した口蹄疫の影響により北海道ブロック代表鹿追高校が出場辞退。録画ビデオによる参考作品としての上演を行った。                                                         |
| 2011 | 57 | 福島県（香川県） | 綾歌総合文化会館アイレックス              | 12        | 山口県立華陵                                  | 東日本大震災の影響で、当初福島県での開催だったが、代替地として香川県で開催。                                                                                                   |
| 2012 | 58 | 富山県           | 富山県民会館                              | 12        | 青森県立青森中央                              | |
| 2013 | 59 | 長崎県           | 長崎市公会堂                              | 12        | 大阪府/大阪市立鶴見商業                       | |
| 2014 | 60 | 茨城県           | ひたちなか市文化会館                      | 12        | 福岡県/久留米大学附設                         | |
| 2015 | 61 | 滋賀県           | ひこね市文化プラザ                        | 12        | 大分県立大分豊府                              | |
| 2016 | 62 | 広島県           | アステールプラザ                          | 12        | 岐阜県立岐阜農林                              | |
| 2017 | 63 | 宮城県           | 仙台銀行ホールイズミティ21                | 12        | 兵庫県立東播磨                                | |
| 2018 | 64 | 長野県           | サントミューゼ 上田市交流文化芸術センター | 12        | 香川県立丸亀                                  | |
| 2019 | 65 | 佐賀県           | 鳥栖市民文化会館                          | 12        | 神奈川県/逗子開成高校                         | |
| 2020 | 66 | 高知県           | 高知県立県民文化ホール（現地上演なし）    | 12        |                                               | 新型コロナウイルス感染拡大防止の観点から、全上演校、現地上演中止・ビデオ配信の措置が取られた。これにより審査も行われず、1964年以来56年ぶりに賞の受賞が行われない大会となった。 |
| 2021 | 67 | 和歌山県         | 紀南文化会館                              | 12        | 福岡県/クラーク記念国際（福岡中央キャンパス） | |
| 2022 | 68 | 東京都           | なかのZERO                                | 12        | 愛媛県立松山東                                | |
| 2023 | 69 | 鹿児島県         | 川商ホール                                | 12        | 徳島県立城東                                  | |
| 2024 | 70 | 岐阜県           | 不二羽島文化センター                      | 12        | 徳島県立城東                                  | |
| 2025 | 71 | 香川県           | サンポートホール高松                      | 12        | 長野県松本美須々ケ丘                          | |

| 回数 | ブロック | 最新最優秀校（年度）                           |
| ---- | -------- | ---------------------------------------------- |
| 15   | 関東     | 長野県松本美須々ケ丘（2025）                   |
| 12   | 東北     | 青森県立青森中央（2012）                       |
| 8    | 北海道   | 北海道帯広柏葉（2009）                         |
| 8    | 四国     | 徳島県立城東（2024）                           |
| 6    | 中部日本 | 岐阜県立岐阜農林（2016）                       |
| 5    | 九州     | クラーク記念国際〈福岡中央キャンパス〉（2021） |
| 4    | 近畿     | 兵庫県立東播磨（2017）                         |
| 2    | 中国     | 山口県立華陵（2011）                           |

| 回数 | 都道府県（支部） |
| ---- | --- |
| 8    | 北海道 |
| 7    | 青森県・（北海道石狩） |
| 5    | 東京都 |
| 3    | 福島県・千葉県・愛知県・岐阜県・徳島県・愛媛県 |
| 2    | 山形県・神奈川県・大阪府・香川県・福岡県・鹿児島県 |
| 1    | 栃木県・群馬県・埼玉県・静岡県・長野県・京都府・兵庫県・広島県・山口県・大分県・（北海道十勝）                                                                                   |
| 0    | 岩手県・秋田県・宮城県・茨城県・新潟県・山梨県・富山県・石川県・福井県・滋賀県・三重県・奈良県・和歌山県・岡山県・鳥取県・島根県・高知県・佐賀県・長崎県・熊本県・宮崎県・沖縄県 |

| 回数 | 学校名 |                      |
| ---- | --- | -------------------- |
| 3    | 青森県立八戸北（1972、1974、1990） 青森県立青森中央（2005、2008、2012） 千葉県立船橋二和（1986、1991、1993）                                                    |                      |
| 2    | 札幌開成（1978、1982） 札幌静修（1985、1992） 岐阜県立岐阜農林（2007、2016） 香川県立丸亀（2003、2018） 愛媛県立川之江（2000、2001） 徳島県立城東（2023、2024） | 川之江・城東は連覇。 |

## 春季全国高等学校演劇研究大会
上記の全国大会とは別に、3月中旬に春季全国高等学校演劇研究大会(通称：春フェス)が開催されている。特徴としては審査が行われず、生徒同士の観劇を通して演劇の研究をすることにある。そのため、サブタイトルとして、フェスティバル20XXと称する。各ブロック大会の次点校が推薦され、開催県枠を含めた計10校が出場する。2005年度に試行大会が開催され、2006年度第1回大会より継続して開催されている。年度内のため、3年生も含めたオリジナルスタッフでの最後の舞台となる。

### 歴代開催地一覧
- 2004年度（2005年3月） 試行大会 東京都 劇団四季自由劇場
- 2005年度（2006年3月） 試行大会 東京都 劇団四季自由劇場
- 2006年度（2007年3月） 第1回大会 東京都 劇団四季自由劇場
- 2007年度（2008年3月） 第2回大会 東京都 劇団四季自由劇場
- 2008年度（2009年3月） 第3回大会 東京都 劇団四季自由劇場
- 2009年度（2010年3月） 第4回大会 岡山県倉敷市 倉敷市文芸館
- 2010年度（2011年3月） 第5回大会 北海道伊達市 だて歴史の杜カルチャーセンター （大会直前に発生した東日本大震災の影響で4校が出演辞退）
- 2011年度（2012年3月） 第6回大会・震災復興宮城大会　宮城県仙台市 広瀬文化センター
- 2012年度（2013年3月） 第7回大会・震災復興福島大会　福島県いわき市 いわき芸術文化交流館アリオス
- 2013年度（2014年3月） 第8回大会・震災復興岩手大会　岩手県北上市 北上市文化交流センター
- 2014年度（2015年3月） 第9回大会 香川県高松市 サンポートホール高松
- 2015年度（2016年3月） 第10回大会 北海道伊達市 だて歴史の杜カルチャーセンター
- 2016年度（2017年3月） 第11回大会 岐阜県大垣市 大垣市市民会館
- 2017年度（2018年3月） 第12回大会 神奈川県横浜市 神奈川県立青少年センター
- 2018年度（2019年3月） 第13回大会 愛知県豊橋市 穂の国とよはし芸術劇場
- 2019年度（2020年3月） 第14回大会 新潟県新潟市 りゅーとぴあ　新潟市民芸術文化会館　劇場 （2019新型コロナウイルス感染拡大の影響で開催中止）
- 2020年度（2021年3月）第15回大会 福岡県北九州市 北九州芸術劇場
- 2021年度（2022年3月）第16回大会 大阪府富田林市 すばるホール
- 2022年度（2023年3月）第17回大会 大分県大分市 J:COM ホルトホール大分
- 2023年度（2024年3月）第18回大会 福島県いわき市 いわき芸術文化交流館アリオス
- 2024年度（2025年3月）第19回大会 広島県福山市 神辺文化会館

## 著名な出場者
Wikipediaに記事がある人物を記載している。
- 横内謙介（神奈川県立厚木高等学校）
- 岡森諦（神奈川県立厚木高等学校）
- 六角精児（神奈川県立厚木高等学校）
- 本村健太郎（久留米大学附設高等学校）
- 藤田貴大（北海道伊達緑丘高等学校）
- 中屋敷法仁（青森県立三本木高等学校）…第64回大会（長野大会）では審査員を務める

その他の出場者や高校演劇出身者は「高校演劇」を参照

## 著名な関係者
- 平田オリザ

第59回大会の審査員を務め、後述の『幕が上がる』を執筆、高校生対象のワークショップを開催するなど高校演劇と関わりが多い。
- 畑澤聖悟

劇作家・演出家・俳優・高校教員。青森中央高校の脚本を担当し、第51・54・58回大会最優秀賞へ導く。諸大会の審査員も務める。
- 三浦直之

劇作家・演出家。審査員を担当する他、本大会の上演規則に則って作られた作品「いつ高」シリーズを発表している。